# Der Mond ist aufgegangen

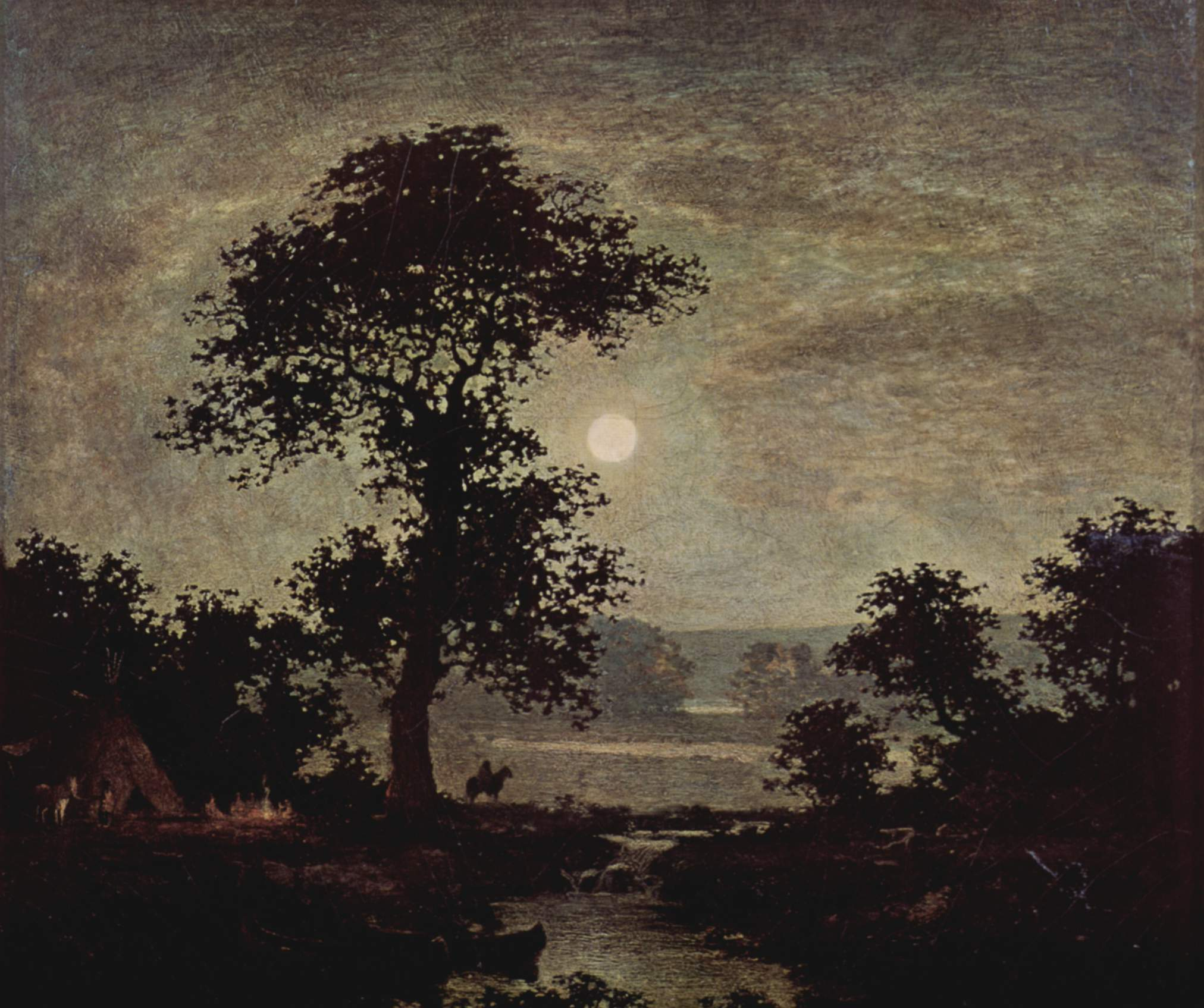
Mondlicht

Der Mond ist aufgegangen (ook bekend als Abendlied), is een gedicht van de Duitse dichter Matthias Claudius (1740-1815). Het gedicht behoort tot de bekendste gedichten uit de Duitse literatuur, temeer daar het getoonzet werd door Johann Abraham Peter Schulz (in zijn Lieder im Volkston, bey dem Claviere zu singen) en sindsdien een - in Duitsland - algemeen bekend slaapliedje is voor kleine kinderen.

## Tekst
1. Der Mond ist aufgegangen,

Die goldnen Sternlein prangen

Am Himmel hell und klar;

Der Wald steht schwarz und schweiget,

Und aus den Wiesen steiget

Der weiße Nebel wunderbar.

2. Wie ist die Welt so stille,

Und in der Dämmrung Hülle

So traulich und so hold!

Als eine stille Kammer,

Wo ihr des Tages Jammer

Verschlafen und vergessen sollt.

3. Seht ihr den Mond dort stehen?

Er ist nur halb zu sehen,

Und ist doch rund und schön!

So sind wohl manche Sachen,

Die wir getrost belachen,

Weil unsre Augen sie nicht sehn.

4. Wir stolze Menschenkinder

Sind eitel arme Sünder

Und wissen gar nicht viel;

Wir spinnen Luftgespinste

Und suchen viele Künste

Und kommen weiter von dem Ziel.

5. Gott, laß dein Heil uns schauen,

Auf nichts Vergänglichs trauen,

Nicht Eitelkeit uns freun!

Laß uns einfältig werden

Und vor Dir hier auf Erden

Wie Kinder fromm und fröhlich sein!

6. Wollst endlich sonder Grämen

Aus dieser Welt uns nehmen

Durch einen sanften Tod!

Und, wenn Du uns genommen,

Laß uns in Himmel kommen,

Du unser Herr und unser Gott!

7. So legt euch denn, ihr Brüder,

In Gottes Namen nieder;

Kalt ist der Abendhauch.

Verschon uns, Gott! mit Strafen,

Und laß uns ruhig schlafen!

Und unsern kranken Nachbar auch!

*  *  *

## Ontwikkeling
Het gedicht werd vrijwel onmiddellijk na publicatie rond 1777 - populair. Johann Gottfried von Herder nam het op in het tweede deel van zijn Volkslieder. Niet veel later werd het gedicht door de evangelisch-Lutherse dichter August Hermann Niemeyer opgenomen in diens Gesangbuch für Schulen und Erziehungsanstalten. Met de compositie van Schulz werd het een geliefd lied, dat - vanwege de thematiek van de angst voor de nacht, en het overwinnen van die angst - vooral in kringen van de kerken van de reformatie bekend en populair werd. Het lied werd opgenomen in het Evangelisches Gesangbuch (EG 482). Ook Franz Schubert componeerde (D 499) een melodie bij deze tekst.
Het lied herleefde rond de millenniumwissel door uitvoeringen van Nena en Herbert Grönemeyer.